# Дюдя Володимир Юрійович
Володимир Юрійович Дюдя (нар. 6 січня 1983 року, м. Біла Церква, Україна) — професійний трековий велогонщик. Майстер спорту міжнародного класу (1999). Заслужений майстер спорту (2006) України.

## Біографія
Дюдя Володимир Юрійович народився 6 січня 1983 року в місті Біла Церква, Київська область.

### Освіта
У 2000 році закінчив Київський обласний ліцей-інтернат фізичної культури і спорту. У 2005 році — Національний університет фізичного виховання і спорту.

### Спортивна кар'єра
У велоспорт прийшов у чотирнадцять років. Першим тренером був Микола Володимирович Мудренок. Через два роки виконав норматив майстра спорту міжнародного класу. Член збірної України з велоспорту. Виступав за команди спортивних товариств «Колос» та Збройних Сил України. Тренер: заслужений тренер України Чмирук Дмитро Архипович.
З 2006 року виступав за професійну команду «Мільрам».

### Досягнення
- 2000 року — чемпіон світу серед молоді в Італії;
- 2001 року — срібний призер чемпіонату світу в Америці;
- 2002 року — Німеччина — чемпіон Європи в індивідуальних і командних перегонах на 4000 м;
- 2003 року — Росія — чемпіон Європи в індивідуальних і командних перегонах на 4000 м;
- 2004 року — Іспанія — чемпіон Європи в індивідуальних і командних перегонах на 4000 м;
- 2005 року — чемпіон Європи в індивідуальних перегонах;
- 2008 року — Сідней — бронзовий призер чемпіонату світу;
- 2009 року — Польща — чемпіон світу;

Чемпіон України з 1999 по 2005 роки, переможець міжнародних перегонів категорії «А».
На Олімпійських іграх в Афінах (2004) зайняв 6 місце в командних перегонах і 7 місце — в індивідуальних.
На Олімпійських іграх в Пекіні (2008) в індивідуальних перегонах був п'ятим.
Кращий спортсмен України грудня 2007 року.
Бронзовий призер чемпіонату світу в Бордо (2006).
Володар Кубка Європи (2008).
Лауреат Молодіжної премії Кабінету Міністрів України.

## Особисте життя
Одружений. Дружина Світлана. Син Владислав.

## Захоплення
Пише вірші.